# Етель Сміт (легкоатлетка)
Етель Мей Сміт (англ. Ethel May Smith; нар. 5 липня 1907 — пом. 31 грудня 1979) — канадська легкоатлетка, яка спеціалізувалася в бігу на короткі дистанції.

## Із життєпису
Олімпійська чемпіонка в естафеті 4×100 метрів (1928).
Бронзова олімпійська призерка з бігу на 100 метрів (1928).
Ексрекордсменка світу в естафеті 4×100 метрів (1928).
Чемпіонка Канади з бігу на 220 ярдів (1927).
Завершила спортивну кар'єру 1929 року.

## Основні міжнародні виступи
| Рік  | Змагання         | Місто     | Місце | Дисципліна | Примітки         |
| ---- | ---------------- | --------- | ----- | ---------- | ---------------- |
| 1928 | Олімпійські ігри | Амстердам | 3     | 100 м      | Відео на YouTube |
| 1928 | 1                | 4×100 м   |       |            |                  |

## Визнання
- Член Зали спортивної слави Канади (1955)[1]